# Українські футбольні клуби в єврокубках (1990—2000)
Українські футбольні клуби в єврокубках (1990—2000) — результати матчів українських футбольних команд у європейських клубних турнірах, які проводилися під егідою УЄФА в 1990—2000 роках. На той момент — це Кубок європейських чемпіонів УЄФА (з сезону 1992/1993 Ліга чемпіонів УЄФА), Кубок володарів кубків УЄФА (до сезону 1998/1999), Кубок УЄФА, Суперкубок УЄФА та Кубок Інтертото УЄФА (з сезону 1995/1996). Матчі Кубока Інтертото включені в даний список починаючи з 1995 року, тому що даний турнір з цього моменту отримав статус офіційної додаткової кваліфікації для участі в Кубку УЄФА, незважаючи на те, що набрані в цих матчах командами очки не враховувалися при підрахунку рейтингів УЄФА, як для країн, так і для клубів.

## Сезон 1990/1991
- «Динамо» Київ (володар Кубка СРСР сезону 1989-90 рр.)
  - 1-й раунд Кубка володарів кубків УЄФА
    - 19.09.1990 КуПС (Куопіо, Фінляндія) — «Динамо» (Київ) 2:2 (Нюуссенен 38, Гейл 90 — Саленко 11, Юран 66)
    - 03.10.1990 «Динамо» (Київ) — КуПС (Куопіо, Фінляндія) 4:0 (Саленко 14, Литовченко 40, 54, Юран 85)

  - 2-й раунд Кубка володарів кубків УЄФА
    - 24.10.1990 «Динамо» (Київ) — «Дукла» (Прага, Чехословаччина) 1:0 (Литовченко 65)
    - 07.11.1990 «Дукла» (Прага, Чехословаччина) — «Динамо» (Київ) 2:2 (Фолдина 52, Біттенгель 70 — Юран 6, 59)

  - Чвертьфінал Кубка володарів кубків УЄФА
    - 06.03.1991 «Динамо» (Київ) — «Барселона» (Барселона, Іспанія) 2:3 (Заєць 34, Саленко 82-пен. — Бакеро 6, Урбано Ортега 45, Стоїчков 63-пен.)
    - 20.03.1991 «Барселона» (Барселона, Іспанія) — «Динамо» (Київ) 1:1 (Амор 89 — Юран 61)

- «Дніпро» Дніпропетровськ (2-e місце в чемпіонаті СРСР сезону 1989 р.)
  - 1-й раунд Кубка УЄФА
    - 19.09.1990 «Дніпро» (Дніпропетровськ) — «Гарт оф Мідлотіан» (Единбург, Шотландія) 1:1 (Гудименко 56 — Робертсон 22)
    - 03.10.1990 «Гарт оф Мідлотіан» (Единбург, Шотландія) — «Дніпро» (Дніпропетровськ) 3:1 (Макферсон 20, Робертсон 22-пен., 44 — Шахов 42-пен.)

- «Чорноморець» Одеса (6-e місце в чемпіонаті СРСР сезону 1989 р.)[1]
  - 1-й раунд Кубка УЄФА
    - 19.09.1990 «Чорноморець» (Одеса) — «Русенборг» (Тронгейм, Норвегія) 3:1 (Цимбалар 3, Гецко 48, Кондратьєв 58 — Серлот 79-пен.)
    - 03.10.1990 «Русенборг» (Тронгейм, Норвегія) — «Чорноморець» (Одеса) 2:1 (Якобсен 28, Солльєд 76 — Шелепницький 38)

  - 2-й раунд Кубка УЄФА
    - 24.10.1990 «Чорноморець» (Одеса) — «Монако» (Монако, Франція) 0:0
    - 07.11.1990 «Монако» (Монако, Франція) — «Чорноморець» (Одеса) 1:0 (Веа 15)

## Сезон 1991/1992
- «Динамо» Київ (чемпіон СРСР сезону 1990 р.)[2]
  - 1-й раунд Кубка європейських чемпіонів УЄФА
    - 18.09.1991 ГІК (Гельсінкі, Фінляндія) — «Динамо» (Київ) 0:1 (Ковалець 12)
    - 02.10.1991 «Динамо» (Київ) — ГІК (Гельсінкі, Фінляндія) 3:0 (Ковалець 28, Мороз 48, Грицина 72)

  - 2-й раунд Кубка європейських чемпіонів УЄФА
    - 23.10.1991 «Динамо» (Київ) — «Бреннбю» (Бреннбювестер, Данія) 1:1 (Саленко 78-пен. — Нільсен 13)
    - 06.11.1991 «Бреннбю» (Бреннбювестер, Данія) — «Динамо» (Київ) 0:1 (Яковенко 7)

  - Груповий етап Кубка європейських чемпіонів УЄФА. Група «B»
    - 27.11.1991 «Динамо» (Київ) — «Бенфіка» (Лісабон, Португалія) 1:0 (Саленко 31)
    - 11.12.1991 «Спарта» (Прага, Чехословаччина) — «Динамо» (Київ) 2:1 (Немечек 16, Врабець 25 — Шаран 55)
    - 04.03.1992 «Динамо» (Київ) — «Барселона» (Барселона, Іспанія) 0:2 (Стоїчков 33, Салінас 68)
    - 18.03.1992 «Барселона» (Барселона, Іспанія) — «Динамо» (Київ) 3:0 (Стоїчков 59, 83, Салінас 87)
    - 01.04.1992 «Бенфіка» (Лісабон, Португалія) — «Динамо» (Київ) 5:0 (Сезар Бріту 25, 63, Ізаїас Суаріс 71, Юран 83, 88)
    - 15.04.1992 «Динамо» (Київ) — «Спарта» (Прага, Чехословаччина) 1:0 (Саленко 83)

## Сезон 1992/1993
- «Таврія» Сімферополь (чемпіон України сезону 1992 р.)
  - Попередній раунд Ліги чемпіонів УЄФА
    - 19.08.1992 «Шелбурн» (Дублін, Ірландія) — «Таврія» (Сімферополь) 0:0
    - 02.09.1992 «Таврія» (Сімферополь) — «Шелбурн» (Дублін, Ірландія) 2:1 (Шевченко 8, Шейхаметов 13 — Даллі 41)

  - 1-й раунд Ліги чемпіонів УЄФА
    - 16.09.1992 «Сьйон» (Сьйон, Швейцарія) — «Таврія» (Сімферополь) 4:1 (Готтігер 17, Туліу Маравілья 35, 71, Асіс 77 — Шевченко 83-пен.)
    - 30.09.1992 «Таврія» (Сімферополь) — «Сьйон» (Сьйон, Швейцарія) 1:3 (Шевченко 69-пен. — Туліу Маравілья 67, 77, Герр 88)

- «Чорноморець» Одеса (володар Кубка України сезону 1992 р.)
  - Кваліфікаційний раунд Кубка володарів кубків УЄФА
    - 19.08.1992 «Вадуц» (Вадуц, Ліхтенштейн) — «Чорноморець» (Одеса) 0:5 (Цимбалар 44, Лебідь 47, Сак 55, Гусєв 82, 84)
    - 02.09.1992 «Чорноморець» (Одеса) — «Вадуц» (Вадуц, Ліхтенштейн) 7:1 (Никифоров 7, 49-пен., 79, 89, Яблонський 21, Цимбалар 25, Лебідь 78 — Штебер 85)

  - 1-й раунд Кубка володарів кубків УЄФА
    - 17.09.1992 «Олімпіакос» (Пірей, Греція) — «Чорноморець» (Одеса) 0:1 (Сак 4)
    - 30.09.1992 «Чорноморець» (Одеса) — «Олімпіакос» (Пірей, Греція) 0:3 (Ваїцис 15, Литовченко 26, Протасов 81)

- «Динамо» Київ (2-e місце в чемпіонаті України сезону 1992 р.)
  - 1-й раунд Кубка УЄФА
    - 16.09.1992 «Динамо» (Київ) — «Рапід» (Відень, Австрія) 1:0 (Яковенко 46)
    - 30.09.1992 «Рапід» (Відень, Австрія) — «Динамо» (Київ) 3:2 (Мандреко 8, Ф'єртофт 15, 36 — Леоненко 45-пен., 87)

  - 2-й раунд Кубка УЄФА
    - 21.10.1992 «Андерлехт» (Андерлехт, Бельгія) — «Динамо» (Київ) 4:2 (Ніліс 23, Дегріз 37, Версавель 51, ван Воссен 59 — Шкапенко 20, Леоненко 53)
    - 04.11.1992 «Динамо» (Київ) — «Андерлехт» (Андерлехт, Бельгія) 0:3 (ван Воссен 21, Ніліс 61, 69). На 29-й хвилині Дегріз («Андерлехт») не реалізував пенальті.

## Сезон 1993/1994
- «Динамо» Київ (чемпіон України сезону 1992-93 рр.)
  - 1-й раунд Ліги чемпіонів УЄФА
    - 15.09.1993 «Динамо» (Київ) — «Барселона» (Барселона, Іспанія) 3:1 (Шкапенко 6, Леоненко 45-пен., 56 — Куман 28-пен.)
    - 29.09.1993 «Барселона» (Барселона, Іспанія) — «Динамо» (Київ) 4:1 (Лаудруп 8, Бакеро 16, 47, Куман 67 — Ребров 28)

- «Карпати» Львів (фіналіст Кубка України сезону 1992-93 рр.)
  - Кваліфікаційний раунд Кубка володарів кубків УЄФА
    - 18.08.1993 «Карпати» (Львів) — «Шелбурн» (Дублін, Ірландія) 1:0 (Євтушок 84)
    - 01.09.1993 «Шелбурн» (Дублін, Ірландія) — «Карпати» (Львів) 3:1 (Костелло 11, Муні 67, Іцці 76 — Різник 88)

- «Дніпро» Дніпропетровськ (2-e місце в чемпіонаті України сезону 1992-93 рр.)
  - 1-й раунд Кубка УЄФА
    - 14.09.1993 «Дніпро» (Дніпропетровськ) — «Адміра-Ваккер» (Марія-Енцерсдорф, Австрія) 1:0 (Максимов 75)
    - 28.09.1993 «Адміра-Ваккер» (Марія-Енцерсдорф, Австрія) — «Дніпро» (Дніпропетровськ) 2:3 (Бахер 45, Юнг 90 — Беженар 43-пен., Похлєбаєв 50, Михайленко 68)

  - 2-й раунд Кубка УЄФА
    - 19.10.1993 «Айнтрахт» (Франкфурт-на-Майні, Німеччина) — «Дніпро» (Дніпропетровськ) 2:0 (Фурток 63, Окоча 75)
    - 03.11.1993 «Дніпро» (Дніпропетровськ) — «Айнтрахт» (Франкфурт-на-Майні, Німеччина) 1:0 (Чухлєба 37)

## Сезон 1994/1995
- «Динамо» Київ (чемпіон України сезону 1993-94 рр.)
  - Кваліфікаційний раунд Ліги чемпіонів УЄФА
    - 10.08.1994 «Сількеборг» (Сількеборг, Данія) — «Динамо» (Київ) 0:0
    - 24.08.1994 «Динамо» (Київ) — «Сількеборг» (Сількеборг, Данія) 3:1 (Скаченко 21, Ковалець 29, Косовський 90 — Фернандес 74)

  - Груповий етап Ліги чемпіонів УЄФА. Група «В»
    - 14.09.1994 «Динамо» (Київ) — «Спартак» (Москва, Росія) 3:2 (Леоненко 48, 76, Ребров 86 — Писарев 12, Тихонов 38). На 25-й хвилині Михайленко («Динамо») не реалізував пенальті.
    - 28.09.1994 «Баварія» (Мюнхен, Німеччина) — «Динамо» (Київ) 1:0 (Шолль 9)
    - 19.10.1994 «Динамо» (Київ) — «Парі Сен-Жермен» (Париж, Франція) 1:2 (Леоненко 33-пен. — Герен 26, Веа 76)
    - 02.11.1994 «Парі Сен-Жермен» (Париж, Франція) — «Динамо» (Київ) 1:0 (Веа 67)
    - 23.11.1994 «Спартак» (Москва, Росія) — «Динамо» (Київ) 1:0 (Мухамадієв 52)
    - 07.12.1994 «Динамо» (Київ) — «Баварія» (Мюнхен, Німеччина) 1:4 (Шевченко 38 — Нерлінгер 45, Папен 57, 82 , Шолль 87)

- «Чорноморець» Одеса (володар Кубка України сезону 1993-94 рр.)
  - 1-й раунд Кубка володарів кубків УЄФА
    - 15.09.1994 «Грассгоппер» (Цюрих, Швейцарія) — «Чорноморець» (Одеса) 3:0 (Біккель 41, Коллер 51, Суб'ят 84)
    - 29.09.1994 «Чорноморець» (Одеса) — «Грассгоппер» (Цюрих, Швейцарія) 1:0 (Гусейнов 10)

- «Шахтар» Донецьк (2-e місце в чемпіонаті України сезону 1993-94 рр.)
  - Попередній раунд Кубка УЄФА
    - 09.08.1994 «Ліллестрем» (Х'єллер, Норвегія) — «Шахтар» (Донецьк) 4:1 (Гедман 2, Йонсен 42, Гульбраннсен 49, Педерсен 68 — Петров 58)
    - 23.08.1994 «Шахтар» (Донецьк) — «Ліллестрем» (Х'єллер, Норвегія) 2:0 (Орбу 49, Петров 59)

## Сезон 1995/1996
- «Динамо» Київ (чемпіон України сезону 1994-95 рр.)
  - Кваліфікаційний раунд Ліги чемпіонів УЄФА
    - 09.08.1995 «Динамо» (Київ) — «Ольборг» (Ольборг, Данія) 1:0 (Похлєбаєв 82-пен.)
    - 23.08.1995 «Ольборг» (Ольборг, Данія) — «Динамо» (Київ) 1:3 (Расмуссен 86 — Калитвінцев 37, Шевченко 50, 77)

  - Груповий етап Ліги чемпіонів УЄФА. Група «A»
    - 13.09.1995 «Динамо» (Київ) — «Панатінаїкос» (Амарусіон, Греція) 1:0 (Косовський 60)[3]

- «Шахтар» Донецьк (володар Кубка України сезону 1994-95 рр.)
  - Кваліфікаційний раунд Кубка володарів кубків УЄФА
    - 10.08.1995 «Шахтар» (Донецьк) — «Лінфілд» (Белфаст, Північна Ірландія) 4:1 (Ателькін 10, Матвєєв 20, Орбу 30, 90 — Юїнг 47)
    - 24.08.1995 «Лінфілд» (Белфаст, Північна Ірландія) — «Шахтар» (Донецьк) 0:1 (Воскобойник 87)

  - 1-й раунд Кубка володарів кубків УЄФА
    - 14.09.1995 «Брюгге» (Брюгге, Бельгія) — «Шахтар» (Донецьк) 1:0 (Шпехар 87)
    - 28.09.1995 «Шахтар» (Донецьк) — «Брюгге» (Брюгге, Бельгія) 1:1 (Воскобойник 61 — Станич 60)

- «Чорноморець» Одеса (2-е місце в чемпіонаті України сезону 1994-95 рр.)
  - Попередній раунд Кубка УЄФА
    - 08.08.1995 «Гіберніанс» (Паола, Мальта) — «Чорноморець» (Одеса) 2:5 (Лоуренс 28, Султана 87 — Гусейнов 16, Гашкін 23, Мусолітін 39, 57, Кардаш 53)[4]
    - 22.08.1995 «Чорноморець» (Одеса) — «Гіберніанс» (Паола, Мальта) 2:0 (Козакевич 34, Мусолітін 77)

  - 1-й раунд Кубка УЄФА
    - 12.09.1995 «Чорноморець» (Одеса) — «Відзев» (Лодзь, Польща) 1:0 (Козакевич 84). На 85-й хвилині Парфьонов («Чорноморець») не реалізував пенальті.
    - 26.09.1995 «Відзев» (Лодзь, Польща) — «Чорноморець» (Одеса) 1:0 (Михальчук 81). Серія пенальті — 5:6[5]

  - 2-й раунд Кубка УЄФА
    - 17.10.1995 «Чорноморець» (Одеса) — «Ланс» (Ланс, Франція) 0:0
    - 01.11.1995 «Ланс» (Ланс, Франція) — «Чорноморець» (Одеса) 4:0 (Мер'є 14, Верелль 19, Дею 25, Фое 78)

## Сезон 1996/1997
- «Динамо» Київ (чемпіон України сезону 1995-96 рр.)
  - Кваліфікаційний раунд Ліги чемпіонів УЄФА
    - 07.08.1996 «Рапід» (Відень, Австрія) — «Динамо» (Київ) 2:0 (Штумпф 7, Гуггі 89)
    - 21.08.1996 «Динамо» (Київ) — «Рапід» (Відень, Австрія) 2:4 (Калитвінцев 6, Максимов 77 — Іванов 23, 42, Кюбауер 32, Головко 62-авт.)

  - 1-й раунд Кубка УЄФА
    - 10.09.1996 «Динамо» (Київ) — «Ксамакс» (Невшатель, Швейцарія) 0:0
    - 24.09.1996 «Ксамакс» (Невшатель, Швейцарія) — «Динамо» (Київ) 2:1 (Лесняк 25, Ізабелла 54 — Максимов 59)

- «Нива» Вінниця (фіналіст Кубка України сезону 1995-96 рр.)
  - Кваліфікаційний раунд Кубка володарів кубків УЄФА
    - 08.08.1996 «Садам» (Таллінн, Естонія) — «Нива» (Вінниця) 2:1 (Крилов 25-пен., Війкмяе 76 — Романчук 78)
    - 22.08.1996 «Нива» (Вінниця) — «Садам» (Таллінн, Естонія) 1:0 (Романчук 66)

  - 1-й раунд Кубка володарів кубків УЄФА
    - 12.09.1996 «Сьйон» (Сьйон, Швейцарія) — «Нива» (Вінниця) 2:0 (Коломбо 50, Бонвен 85)
    - 26.09.1996 «Нива» (Вінниця) — «Сьйон» (Сьйон, Швейцарія) 0:4 (Лукич 2, Веркрюйсс 9, 68, Мілтон 54)

- «Чорноморець» Одеса (2-е місце в чемпіонаті України сезону 1995-96 рр.)
  - Кваліфікаційний раунд Кубка УЄФА
    - 06.08.1996 ГІК (Гельсінкі, Фінляндія) — «Чорноморець» (Одеса) 2:2 (Легкосуо 57, Легтінен 64 — Мізін 35, Мусолітін 43)
    - 20.08.1996 «Чорноморець» (Одеса) — ГІК (Гельсінкі, Фінляндія) 2:0 (Чумаченко 66, Мізін 68)

  - 1-й раунд Кубка УЄФА
    - 10.09.1996 «Чорноморець» (Одеса) — «Націонал» (Бухарест, Румунія) 0:0
    - 24.09.1996 «Націонал» (Бухарест, Румунія) — «Чорноморець» (Одеса) 2:0 (Мойсеску 46, Нікулеску 58)

- «Шахтар» Донецьк (10-е місце в чемпіонаті України сезону 1995-96 рр.)
  - Груповий етап Кубка Інтертото УЄФА. Група 7
    - 22.06.1996 «Базель» (Базель, Швейцарія) — «Шахтар» (Донецьк) 2:2 (Дзуффі 12, Якин 80 — Осташов 22, П'ятенко 56)
    - 29.06.1996 «Шахтар» (Донецьк) — «Атака-Аура» (Мінськ, Білорусь) 1:2 (Яксманицький 4 — Дорошкевич 38, Малєєв 85)
    - 06.07.1996 «Ротор» (Волгоград, Росія) — «Шахтар» (Донецьк) 4:1 (Зернов 7, Абрамов 49, Веретенников 69, 88 — Ковальов 44)
    - 20.07.1996 «Шахтар» (Донецьк) — «Антальяспор» (Анталья, Туреччина) 1:0 (Кривенцов 11)

## Сезон 1997/1998
- «Динамо» Київ (чемпіон України сезону 1996-97 рр.)
  - 1-й кваліфікаційний раунд Ліги чемпіонів УЄФА
    - 23.07.1997 «Динамо» (Київ) — «Баррі Таун» (Баррі, Уельс) 2:0 (Ребров 19, Максимов 79)
    - 30.07.1997 «Баррі Таун» (Баррі, Уельс) — «Динамо» (Київ) 0:4 (Белькевич 52, Максимов 64, 77, Ващук 79)

  - 2-й кваліфікаційний раунд Ліги чемпіонів УЄФА
    - 13.08.1997 «Бреннбю» (Бреннбювестер, Данія) — «Динамо» (Київ) 2:4 (Баггер 21, Даугор 87-пен. — Гусін 7, Шевченко 34, Ребров 76, Головко 78). На 58-й хвилині Б'юр («Бреннбю») не реалізував пенальті.
    - 27.08.1997 «Динамо» (Київ) — «Бреннбю» (Бреннбювестер, Данія) 0:1 (Коллінг 18)

  - Груповий етап Ліги чемпіонів УЄФА. Група «C»
    - 17.09.1997 ПСВ (Ейндговен, Нідерланди) — «Динамо» (Київ) 1:3 (Йонк 40 — Максимов 33, Ребров 46, Шевченко 90)
    - 01.10.1997 «Динамо» (Київ) — «Ньюкасл Юнайтед» (Ньюкасл-апон-Тайн, Англія) 2:2 (Ребров 4, Шевченко 28 — Бересфорд 78, 85)
    - 22.10.1997 «Динамо» (Київ) — «Барселона» (Барселона, Іспанія) 3:0 (Ребров 6, Максимов 32, Калитвінцев 65)
    - 05.11.1997 «Барселона» (Барселона, Іспанія) — «Динамо» (Київ) 0:4 (Шевченко 9, 32, 44-пен., Ребров 79)
    - 27.11.1997 «Динамо» (Київ) — ПСВ (Ейндговен, Нідерланди) 1:1 (Ребров 19 — Де Білде 65)
    - 10.12.1997 «Ньюкасл Юнайтед» (Ньюкасл-апон-Тайн, Англія) — «Динамо» (Київ) 2:0 (Барнс 10, Пірс 21)

  - Чвертьфінал Ліги чемпіонів УЄФА
    - 04.03.1998 «Ювентус» (Турин, Італія) — «Динамо» (Київ) 1:1 (Індзагі 69 — Гусін 56)
    - 18.03.1998 «Динамо» (Київ) — «Ювентус» (Турин, Італія) 1:4 (Ребров 54 — Індзагі 29, 65, 73, Дель П'єро 88)

- «Шахтар» Донецьк (володар Кубка України сезону 1996-97 рр.)
  - Кваліфікаційний раунд Кубка володарів кубків УЄФА
    - 14.08.1997 «Зімбру» (Кишинів, Молдова) — «Шахтар» (Донецьк) 1:1 (Згура 75 — Ателькін 45)
    - 28.08.1997 «Шахтар» (Донецьк) — «Зімбру» (Кишинів, Молдова) 3:0 (Орбу 28, Ателькін 44, Кривенцов 81). На 52-й хвилині Бабій («Шахтар») не реалізував пенальті.

  - 1-й раунд Кубка володарів кубків УЄФА
    - 18.09.1997 «Боавішта» (Порту, Португалія) — «Шахтар» (Донецьк) 2:3 (Руй Мігел 35, Літуш 44 — Зубов 29, Ателькін 60, 63)
    - 02.10.1997 «Шахтар» (Донецьк) — «Боавішта» (Порту, Португалія) 1:1 (Поцхверія 79 — Летапі 89)

  - 2-й раунд Кубка володарів кубків УЄФА
    - 23.10.1997 «Шахтар» (Донецьк) — «Віченца» (Віченца, Італія) 1:3 (Зубов 63 — Луїзо 1, 90, Бегетто 56)
    - 06.11.1997 «Віченца» (Віченца, Італія) — «Шахтар» (Донецьк) 2:1 (Луїзо 24, Вівіані 70 — Ателькін 59)

- «Ворскла» Полтава (3-є місце в чемпіонаті України сезону 1996-97 рр.)
  - 1-й кваліфікаційний раунд Кубка УЄФА
    - 23.07.1997 «Даугава» (Рига, Латвія) — «Ворскла» (Полтава) 1:3 (Вуцанс 72 — Кобзар 51, Чуйченко 57, Антюхін 70)
    - 30.07.1997 «Ворскла» (Полтава) — «Даугава» (Рига, Латвія) 2:1 (Чуйченко 30, Антюхін 57 — Вуцанс 50)

  - 2-й кваліфікаційний раунд Кубка УЄФА
    - 12.08.1997 «Андерлехт» (Андерлехт, Бельгія) — «Ворскла» (Полтава) 2:0 (Петерсен 18, Стойка 89)
    - 26.08.1997 «Ворскла» (Полтава) — «Андерлехт» (Андерлехт, Бельгія) 0:2 (Сеттерберг 31, Шифо 42)

- «Дніпро» Дніпропетровськ (4-е місце в чемпіонаті України сезону 1996-97 рр.)
  - 1-й кваліфікаційний раунд Кубка УЄФА
    - 23.07.1997 «Дніпро» (Дніпропетровськ) — «Єреван» (Єреван, Вірменія) 6:1 (Гецко 31, Шаран 55, 62, 74, Паляниця 60, Мороз 72 — Н'Діає 81)
    - 30.07.1997 «Єреван» (Єреван, Вірменія) — «Дніпро» (Дніпропетровськ) 0:2 (Гецко 41, Бєлкін 90)

  - 2-й кваліфікаційний раунд Кубка УЄФА
    - 12.08.1997 «Аланія» (Владикавказ, Росія) — «Дніпро» (Дніпропетровськ) 2:1 (Жутаутас 18, Ашветія 56 — Паляниця 7)
    - 26.08.1997 «Дніпро» (Дніпропетровськ) — «Аланія» (Владикавказ, Росія) 1:4 (Шаран 23 — Гахокідзе 3, 28, Яновський 33, Кобіашвілі 45). На 11-й хвилині Мізін («Дніпро») не реалізував пенальті.

## Сезон 1998/1999
- «Динамо» Київ (чемпіон України сезону 1997-98 рр.)
  - 1-й кваліфікаційний раунд Ліги чемпіонів УЄФА
    - 22.07.1998 «Динамо» (Київ) — «Баррі Таун» (Баррі, Уельс) 8:0 (Ребров 9, 16, 37, 81, Шевченко 32, 58, Герасименко 48, Белькевич 65)
    - 29.07.1998 «Баррі Таун» (Баррі, Уельс) — «Динамо» (Київ) 1:2 (Вільямс 30 — Михайленко 10, Венглинський 49)

  - 2-й кваліфікаційний раунд Ліги чемпіонів УЄФА
    - 12.08.1998 «Динамо» (Київ) — «Спарта» (Прага, Чехія) 0:1 (Баранек 5)
    - 26.08.1998 «Спарта» (Прага, Чехія) — «Динамо» (Київ) 0:1 (Габріел 88-авт.). Серія пенальті — 1:3[6]

  - Груповий етап Ліги чемпіонів УЄФА. Група «E»
    - 16.09.1998 «Панатінаїкос» (Амарусіон, Греція) — «Динамо» (Київ) 2:1 (Мюкланн 56, Ліберопулос 69 — Ребров 31)[7]
    - 30.09.1998 «Динамо» (Київ) — «Ланс» (Ланс, Франція) 1:1 (Шевченко 61 — Верелль 62)
    - 21.10.1998 «Арсенал» (Лондон, Англія) — «Динамо» (Київ) 1:1 (Бергкамп 74 — Ребров 90+2)
    - 04.11.1998 «Динамо» (Київ) — «Арсенал» (Лондон, Англія) 3:1 (Ребров 26-пен., Головко 61, Шевченко 72 — Г'юз 82)
    - 25.11.1998 «Динамо» (Київ) — «Панатінаїкос» (Амарусіон, Греція) 2:1 (Ребров 72, Басінас 80-авт. — Лагонікакіс 36)
    - 09.12.1998 «Ланс» (Ланс, Франція) — «Динамо» (Київ) 1:3 (Шміцер 78 — Каладзе 60, Ващук 75, Шевченко 85)

  - Чвертьфінал Ліги чемпіонів УЄФА
    - 03.03.1999 «Реал» (Мадрид, Іспанія) — «Динамо» (Київ) 1:1 (Міятович 67 — Шевченко 55)
    - 17.03.1999 «Динамо» (Київ) — «Реал» (Мадрид, Іспанія) 2:0 (Шевченко 63, 79). На 63-й хвилині Шевченко («Динамо») не реалізував пенальті.

  - Півфінал Ліги чемпіонів УЄФА
    - 07.04.1999 «Динамо» (Київ) — «Баварія» (Мюнхен, Німеччина) 3:3 (Шевченко 16, 43, Косовський 50 — Тарнат 45, Еффенберг 78, Янкер 88)
    - 21.04.1999 «Баварія» (Мюнхен, Німеччина) — «Динамо» (Київ) 1:0 (Баслер 35)

- ЦСКА Київ (фіналіст Кубка України сезону 1997-98 рр.)
  - Кваліфікаційний раунд Кубка володарів кубків УЄФА
    - 13.08.1998 «Корк Сіті» (Корк, Ірландія) — ЦСКА (Київ) 2:1 (Фленаган 20-пен., Коглен 31 — Ревут 90)
    - 27.08.1998 ЦСКА (Київ) — «Корк Сіті» (Корк, Ірландія) 2:0 (Цихмейструк 40, Леоненко 55)

  - 1-й раунд Кубка володарів кубків УЄФА
    - 17.09.1998 ЦСКА (Київ) — «Локомотив» (Москва, Росія) 0:2 (Харлачов 24, Джанашія 51)
    - 01.10.1998 «Локомотив» (Москва, Росія) — ЦСКА (Київ) 3:1 (Буликін 19, 51, Джанашія 69 — Беженар 13)

- «Шахтар» Донецьк (2-е місце в чемпіонаті України сезону 1997-98 рр.)
  - 1-й кваліфікаційний раунд Кубка УЄФА
    - 22.07.1998 «Шахтар» (Донецьк) — «Біркіркара» (Біркіркара, Мальта) 2:1 (Селезньов 62, Кривенцов 69-пен. — Цамміт 75)
    - 29.07.1998 «Біркіркара» (Біркіркара, Мальта) — «Шахтар» (Донецьк) 0:4 (Селезньов 38, Кривенцов 49-пен., Ковальов 82, 90)[4]

  - 2-й кваліфікаційний раунд Кубка УЄФА
    - 13.08.1998 «Цюрих» (Цюрих, Швейцарія) — «Шахтар» (Донецьк) 4:0 (Сезар Сант'Анна 1, Джорджевич 60, Шассо 71, Тароне 89)
    - 25.08.1998 «Шахтар» (Донецьк) — «Цюрих» (Цюрих, Швейцарія) 3:2 (Орбу 24, 69, Штолцерс 88 — Бартлетт 18, 28)

- «Ворскла» Полтава (5-е місце в чемпіонаті України сезону 1997-98 рр.)
  - 1-й раунд Кубка Інтертото УЄФА
    - 20.06.1998 «Лейфтюр» (Оулафсфйордюр, Ісландія) — «Ворскла» (Полтава) 0:3 (технічна поразка)[8]
    - 27.06.1998 «Ворскла» (Полтава) — «Лейфтюр» (Оулафсфйордюр, Ісландія) 3:0 (Чуйченко 8, Гурка 49, 81)

  - 2-й раунд Кубка Інтертото УЄФА
    - 05.07.1998 «Академіск» (Себорг, Данія) — «Ворскла» (Полтава) 2:2 (Германсен 65, Шеннеманн 78 — Мелащенко 58, Богатир 84). На 20-й хвилині Томсен («Академіск») не реалізував пенальті.
    - 11.07.1998 «Ворскла» (Полтава) — «Академіск» (Себорг, Данія) 1:1 (Мусолітін 12 — Нільсен 78)

  - 3-й раунд Кубка Інтертото УЄФА
    - 18.07.1998 «Фортуна» (Сіттард, Нідерланди) — «Ворскла» (Полтава) 3:0 (Гаммінг 55, 68, Пауе 58). На 63-й хвилині Хомин («Ворскла») не реалізував пенальті.
    - 25.07.1998 «Ворскла» (Полтава) — «Фортуна» (Сіттард, Нідерланди) 2:2 (Мусолітін 52, Кобзар 89 — Джеффрі 49, Гаммінг 84)

## Сезон 1999/2000
- «Динамо» Київ (чемпіон України сезону 1998-99 рр.)
  - 2-й кваліфікаційний раунд Ліги чемпіонів УЄФА
    - 28.07.1999 «Динамо» (Київ) — «Жальгіріс» (Вільнюс, Литва) 2:0 (Шацьких 38, 78)
    - 04.08.1999 «Жальгіріс» (Вільнюс, Литва) — «Динамо» (Київ) 0:1 (Ребров 35)

  - 3-й кваліфікаційний раунд Ліги чемпіонів УЄФА
    - 11.08.1999 «Ольборг» (Ольборг, Данія) — «Динамо» (Київ) 1:2 (Страннлі 55 — Ребров 13, Шацьких 39)
    - 25.08.1999 «Динамо» (Київ) — «Ольборг» (Ольборг, Данія) 2:2 (Гусін 74, Шацьких 90+1 — Опер 9, Горде 47)

  - 1-й груповий етап Ліги чемпіонів УЄФА. Група «A»
    - 14.09.1999 «Динамо» (Київ) — «Марибор» (Марибор, Словенія) 0:1 (Шимунджа 72)
    - 22.09.1999 «Лаціо» (Рим, Італія) — «Динамо» (Київ) 2:1 (Негро 72, Салас 75 — Ребров 68-пен.)
    - 29.09.1999 «Баєр 04» (Леверкузен, Німеччина) — «Динамо» (Київ) 1:1 (Кірстен 52 — Гусін 71)
    - 19.10.1999 «Динамо» (Київ) — «Баєр 04» (Леверкузен, Німеччина) 4:2 (Косовський 4, Шацьких 36, Головко 61, Ващук 89 — Кірстен 12, Невілль 49). На 66-й хвилині Байнліх («Баєр 04») не реалізував пенальті.
    - 27.10.1999 «Марибор» (Марибор, Словенія) — «Динамо» (Київ) 1:2 (Балаїч 50 — Ребров 36, 84-пен.)
    - 02.11.1999 «Динамо» (Київ) — «Лаціо» (Рим, Італія) 0:1 (Мамедов 18-авт.)

  -  2-й груповий етап Ліги чемпіонів УЄФА. Група «C»
    - 24.11.1999 «Динамо» (Київ) — «Реал» (Мадрид, Іспанія) 1:2 (Ребров 86-пен. — Мор'єнтес 17, Рауль Гонсалес 48)
    - 07.12.1999 «Баварія» (Мюнхен, Німеччина) — «Динамо» (Київ) 2:1 (Янкер 6, Паулу Сержіу 80 — Ребров 50)
    - 29.02.2000 «Динамо» (Київ) — «Русенборг» (Тронгейм, Норвегія) 2:1 (Хацкевич 9, Ребров 29 — Якобсен 48)
    - 08.03.2000 «Русенборг» (Тронгейм, Норвегія) — «Динамо» (Київ) 1:2 (Берг 38 — Ребров 32, 67)
    - 14.03.2000 «Реал» (Мадрид, Іспанія) — «Динамо» (Київ) 2:2 (Рауль Гонсалес 14-пен., Роберту Карлус 72 — Хацкевич 42, Єрро 56-авт.). На 15-й хвилині Ребров («Динамо») і на 25-й хвилині Рауль Гонсалес («Реал») не реалізували пенальті.
    - 22.03.2000 «Динамо» (Київ) — «Баварія» (Мюнхен, Німеччина) 2:0 (Каладзе 34, Деметрадзе 72)

- «Карпати» Львів (фіналіст Кубка України сезону 1998-99 рр.)
  - 1-й раунд Кубка УЄФА
    - 16.09.1999 «Гельсінгборг» (Гельсінгборг, Швеція) — «Карпати» (Львів) 1:1 (Юнсон 85 — Гецко 17)
    - 30.09.1999 «Карпати» (Львів) — «Гельсінгборг» (Гельсінгборг, Швеція) 1:1 (Гецко 90+1 — Юнсон 90). На 61-й хвилині Ставрум («Гельсінгборг») не реалізував пенальті. Серія пенальті — 2:4[9]

- «Шахтар» Донецьк (2-е місце в чемпіонаті України сезону 1998-99 рр.)
  - Кваліфікаційний раунд Кубка УЄФА
    - 10.08.1999 «Шахтар» (Донецьк) — «Сілекс» (Кратово, Македонія) 3:1 (Селезньов 60, Штолцерс 80, 89 — Джокич 90+4)
    - 26.08.1999 «Сілекс» (Кратово, Македонія) — «Шахтар» (Донецьк) 2:1 (Ігнятов 20-пен., Симовський 66 — Селезньов 22)

  - 1-й раунд Кубка УЄФА
    - 16.09.1999 «Рода» (Керкраде, Нідерланди) — «Шахтар» (Донецьк) 2:0 (Домернік 20, Зафарін 25)
    - 30.09.1999 «Шахтар» (Донецьк) — «Рода» (Керкраде, Нідерланди) 1:3 (Беньо 32 — Чутанг 27, ван дер Лейр 81, Ван Дессел 87)

- «Кривбас» Кривий Ріг (3-є місце в чемпіонаті України сезону 1998-99 рр.)
  - Кваліфікаційний раунд Кубка УЄФА
    - 12.08.1999 «Кривбас» (Кривий Ріг) — «Шамкір» (Шамкір, Азербайджан) 3:0 (Пономаренко 9, Паляниця 65, Мороз 75)
    - 24.08.1999 «Шамкір» (Шамкір, Азербайджан) — «Кривбас» (Кривий Ріг) 0:2 (Симаков 24, 70)[10]

  - 1-й раунд Кубка УЄФА
    - 16.09.1999 «Парма» (Парма, Італія) — «Кривбас» (Кривий Ріг) 3:2 (Ді Вайо 13, 19, Баджо 66 — Паляниця 5, Монарьов 74)
    - 30.09.1999 «Кривбас» (Кривий Ріг) — «Парма» (Парма, Італія) 0:3 (Богоссян 37, Креспо 41, Ді Вайо 67). На 22-й хвилині Креспо («Парма») не реалізував пенальті.